# 涂埠镇
涂埠镇，是中华人民共和国江西省九江市永修县下辖的一个镇。

## 行政区划
涂埠镇下辖以下地区：
第一社区、第二社区、第三社区、第四社区、第五社区、第六社区、第七社区、第八社区、第九社区、第十社区、湖东社区、林兴社区、涂埠村、兴杨村、南洲村、永北村、东岸村和杨师村。

## 交通
- 京九铁路：涂家埠站、永修站